# Sangario
Nella mitologia greca, Sangario era il nome di una divinità fluviale (Potamoi), collegata al corso d'acqua del Sangarius, l'odierno Sakarya.

## Il mito
Sangario, figlio di Oceano e Teti, era una delle tante divinità dei fiumi dell'Asia minore.

### Discendenza
Secondo una delle fonti Sangario era insieme a Metopa, il padre di Ecuba (o Ecabe), secondo altre fonti invece come figlio ebbe Alfeo un abilissimo suonatore di flauto, secondo altre fonti ancora ebbe una figlia chiamata Sangaride o Sagaritide. Sarebbe anche il padre di Nicea.

### Fonti
- Pseudo-Apollodoro, Libro III - 12, 5

### Moderna
- Robert Graves, I miti greci
- Angela Cerinotti, Miti greci e di Roma antica
- Anna Ferrari, Dizionario di mitologia ISBN 88-02-07481-X